# Médaille Jacques-Blanchet
 (février 2009).
Si vous disposez d'ouvrages ou d'articles de référence ou si vous connaissez des sites web de qualité traitant du thème abordé ici, merci de compléter l'article en donnant les références utiles à sa vérifiabilité et en les liant à la section « Notes et références ».
La Médaille Jacques Blanchet a été créée en 1983 par sa succession (de Jacques Blanchet) à l'intention des auteurs-compositeurs-interprètes.
Le fonds d'archives de la médaille Jacques-Blanchet est conservé au centre d'archives de Montréal de Bibliothèque et Archives nationales du Québec.

## Lauréats
- 1983 - Sylvain Lelièvre
- 1984 - Clémence DesRochers
- 1985 - Michel Rivard
- 1986 - Daniel Lavoie
- 1987 - Gilles Vigneault
- 1988 - Non attribué
- 1989 - Non attribué
- 1990 - Non attribué
- 1991 - Richard Desjardins
- 1992 - Claude Gauthier
- 1993 - Jean-Pierre Ferland
- 1994 - Plume Latraverse
- 1995 - Claude Léveillée
- 1996 - Raymond Lévesque